# 密花火棘
密花火棘（学名：Pyracantha densiflora）为蔷薇科火棘属的植物，为中国的特有植物。分布于中国大陆的广西等地，生长于海拔1,000米的地区，目前尚未由人工引种栽培。